# Mill Springs Battlefield National Monument

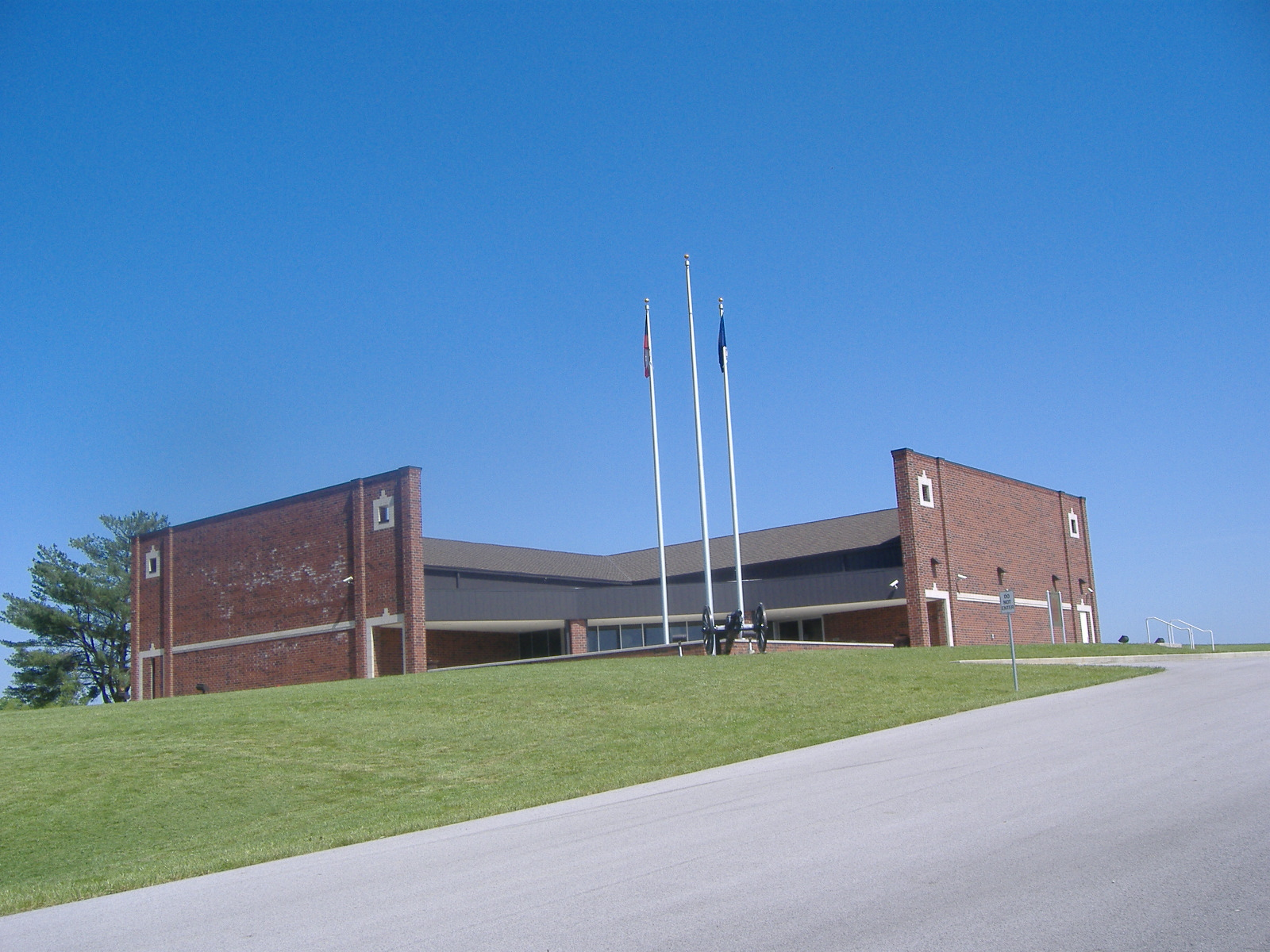
Infocenter

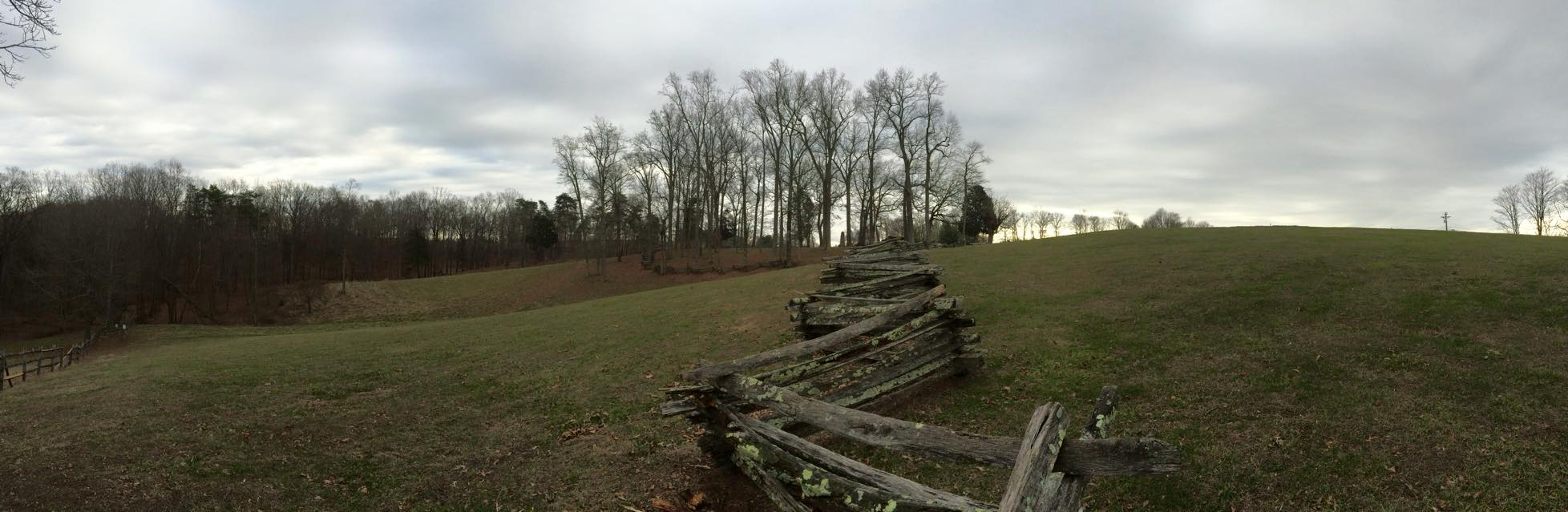
Mill Springs Schlachtfeld

Das Mill Springs Battlefield National Monument ist ein US-amerikanisches National Monument im Pulaski County und im Wayne County in Kentucky. Das Monument besteht aus drei getrennten Flächen. Es wurde am 12. März 2019 mit Unterzeichnung des Kongress-Gesetzes John D. Dingell, Jr. Conservation, Management, and Recreation Act durch Präsident Donald Trump ausgewiesen. Das National Monument wurde zum Gedenken an die Battle of Mill Springs im Amerikanischen Bürgerkrieg ausgewiesen. Mill Springs war der erste bedeutende Sieg der United States Army im Sezessionskrieg. Sie erwies sich als entscheidend für die Kontrolle der Union über Kentucky und die umgebenden Bundesstaaten. Der National Park Service betreut das Camp Nelson Heritage National Monument.
Verschiedene Teile des Monuments waren schon länger im National Register of Historic Places (NRHP) gelistet. Im April 1994 erfolgte die Ausweisung des Schlachtfelds als National Historic Landmark District (NHLD).

## Sonstiges

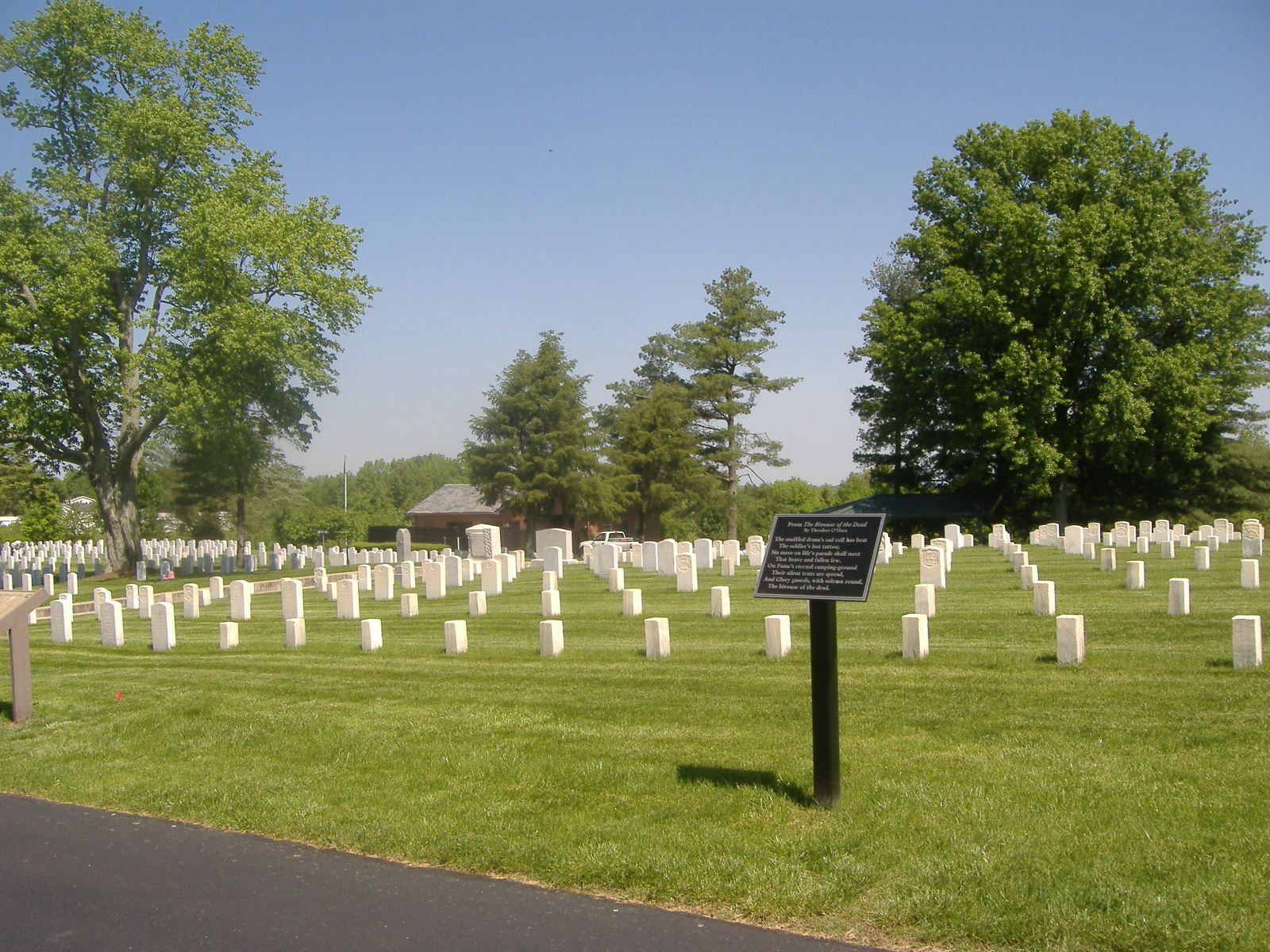
Mill Springs National Cemetery

Der Mill Springs National Cemetery, Teil des United States National Cemetery Systems, liegt in der Nähe. Nach der Schlacht wurden hier die ersten Soldaten begraben.